# Isoporostreptus augur
Isoporostreptus augur är en mångfotingart som först beskrevs av Filippo Silvestri 1897.  Isoporostreptus augur ingår i släktet Isoporostreptus och familjen Spirostreptidae. Inga underarter finns listade i Catalogue of Life.